# Coppa del Mondo di bob 2000
La Coppa del Mondo di bob 1999/2000, organizzata dalla FIBT, è iniziata a Lillehammer, in Norvegia, il 26 novembre 1999 per gli uomini e il 27 novembre 1999 a Calgary, in Canada, per le donne ed è terminata il 30 gennaio 2000 a Sankt Moritz, in Svizzera, per gli uomini e il 12 febbraio 2000 ad Igls, in Austria, per le donne. Si sono disputate diciannove gare: sette nel bob a 2 uomini, sette nel bob a 4 in sette differenti località e cinque nel bob a 2 donne in tre differenti località.
Nel corso della stagione si sono tenuti anche i Campionati mondiali di bob 2000, disputatisi in Germania ad Altenberg, per le gare maschili, e a Winterberg per quella femminile, competizioni non valide ai fini della Coppa del Mondo. La tappa di Cortina d'Ampezzo ha assegnato anche il titolo europeo maschile (non era previsto quello femminile).

Questa Coppa del Mondo si è svolta come di consueto in parallelo alla Coppa del Mondo di skeleton.

## Risultati

### Uomini
| Data             | Località             | Specialità | Primi classificati                                                    | Secondi classificati                                                    | Terzi classificati                                                    |
| ---------------- | -------------------- | ---------- | --------------------------------------------------------------------- | ----------------------------------------------------------------------- | --------------------------------------------------------------------- |
| 26 novembre 1999 | Lillehammer          | A due      | Christian Reich Urs Aeberhard Svizzera                                | Christoph Langen Thomas Platzer Germania                                | Pierre Lueders Ken Leblanc Canada                                     |
| 27 novembre 1999 | Lillehammer          | A quattro  | Harald Czudaj Torsten Voss Udo Lehmann Alexander Szelig Germania      | Christoph Langen Thomas Platzer Sven Rühr Jörg Treffer Germania         | Pierre Lueders Ken Leblanc Matt Hindle Ben Hindle Canada              |
| 4 dicembre 1999  | Winterberg           | A due      | Reto Götschi Christian Aebli Svizzera                                 | Christian Reich Urs Aeberhard Svizzera                                  | Marcel Rohner Beat Hefti Svizzera e Pierre Lueders Ken Leblanc Canada |
| 5 dicembre 1999  | Winterberg           | A quattro  | Christoph Langen Markus Zimmermann Thomas Platzer Sven Rühr Germania  | Marcel Rohner Markus Nüssli Beat Hefti Silvio Schaufelberger Svizzera   | Pierre Lueders Ken Leblanc Matt Hindle Ben Hindle Canada              |
| 11 dicembre 1999 | Igls                 | A due      | Pierre Lueders Ken Leblanc Canada                                     | Christoph Langen Thomas Platzer Germania                                | Marcel Rohner Beat Hefti Svizzera                                     |
| 12 dicembre 1999 | Igls                 | A quattro  | Marcel Rohner Markus Nüssli Beat Hefti Silvio Schaufelberger Svizzera | Brian Shimer Pavle Jovanovic Jason Dorsey Garrett Hines Stati Uniti     | Christoph Langen Thomas Platzer Sven Rühr Jörg Treffer Germania       |
| 18 dicembre 1999 | Schönau am Königssee | A due      | Christian Reich Urs Aeberhard Svizzera                                | Reto Götschi Christian Aebli Svizzera                                   | Matthias Benesch Olaf Hampel Germania                                 |
| 19 dicembre 1999 | Schönau am Königssee | A quattro  | Marcel Rohner Markus Nüssli Beat Hefti Silvio Schaufelberger Svizzera | Christoph Langen Markus Zimmermann Thomas Platzer Jörg Treffer Germania | Matthias Benesch Thomas Halamoda Jan Gutsfeld Olaf Hampel Germania    |
| 15 gennaio 2000  | Cortina d'Ampezzo    | A due      | André Lange René Hoppe Germania                                       | Günther Huber Ubaldo Ranzi Italia                                       | Christoph Langen Markus Zimmermann Germania                           |
| 16 gennaio 2000  | Cortina d'Ampezzo    | A quattro  | Bruno Mingeon Emmanuel Hostache Christophe Fouquet Max Robert Francia | Sandis Prūsis Mārcis Rullis Matīss Zacmanis Jānis Ozols Lettonia        | Christoph Langen Sven Rühr Thomas Platzer Jörg Treffer Germania       |
| 21 gennaio 2000  | La Plagne            | A due      | Christian Reich Guido Acklin Svizzera                                 | Marcel Rohner Beat Hefti Svizzera                                       | Reto Götschi Christian Aebli Svizzera                                 |
| 22 gennaio 2000  | La Plagne            | A quattro  | Bruno Mingeon Emmanuel Hostache Christophe Fouquet Max Robert Francia | Sandis Prūsis Mārcis Rullis Matīss Zacmanis Jānis Ozols Lettonia        | Bruno Thomas Michel André Philippe Paviot Thibault Giroud Francia     |
| 29 gennaio 2000  | Sankt Moritz         | A due      | Reto Götschi Cédric Grand Svizzera                                    | Christian Reich Urs Aeberhard Svizzera                                  | Günther Huber Cristian La Grassa Italia                               |
| 30 gennaio 2000  | Sankt Moritz         | A quattro  | Christian Reich Bruno Aeberhard Urs Aeberhard Dominic Keller Svizzera | Marcel Rohner Markus Nüssli Beat Hefti Silvio Schaufelberger Svizzera   | Pierre Lueders Jeff Knisely Matt Hindle Ahmed Marshall Canada         |

### Donne
| Data             | Località    | Specialità     | Prime classificate                        | Seconde classificate                   | Terze classificate                        |
| ---------------- | ----------- | -------------- | ----------------------------------------- | -------------------------------------- | ----------------------------------------- |
| 27 novembre 1999 | Calgary     | A due (gara 1) | Jill Bakken Krista Ford Stati Uniti       | Jean Racine Shauna Rohbock Stati Uniti | Françoise Burdet Doris Marugg Svizzera    |
| 28 novembre 1999 | Calgary     | A due (gara 2) | Jean Racine Shauna Rohbock Stati Uniti    | Jill Bakken Krista Ford Stati Uniti    | Françoise Burdet Doris Marugg Svizzera    |
| 29 gennaio 2000  | Lillehammer | A due (gara 1) | Jean Racine Jennifer Davidson Stati Uniti | Jill Bakken Shauna Rohbock Stati Uniti | Françoise Burdet Doris Marugg Svizzera    |
| 30 gennaio 2000  | Lillehammer | A due (gara 2) | Jill Bakken Shauna Rohbock Stati Uniti    | Françoise Burdet Doris Marugg Svizzera | Jean Racine Jennifer Davidson Stati Uniti |
| 12 febbraio 2000 | Igls        | A due          | Jean Racine Jennifer Davidson Stati Uniti | Françoise Burdet Doris Marugg Svizzera | Christina Smith Cherie Whelan Canada      |

## Classifiche

### Bob a due uomini
| Pos. | Nome pilota     | Nazione   | LIL | WIN | IGL | KÖN | COR | LAP | STM | Totale |
| ---- | --------------- | --------- | --- | --- | --- | --- | --- | --- | --- | ------ |
| 1    | Christian Reich | Svizzera  | 1   | 2   | 5   | 1   | 11  | 1   | 2   | 224    |
| 2    | Reto Götschi    | Svizzera  | 7   | 1   | 4   | 2   | 14  | 3   | 1   | 209    |
| 3    | Marcel Rohner   | Svizzera  | 5   | 3   | 3   | 8   | 5   | 2   | 5   | 205    |
| 4    | Pierre Lueders  | Canada    | 3   | 3   | 1   | 9   | 4   | 8   | 7   | 199    |
| 5    | Fabrizio Tosini | Italia    | 11  | 6   | 11  | 12  | 8   | 5   | 13  | 154    |
| 6    | Sandis Prūsis   | Lettonia  | 12  | 9   | 7   | 16  | 10  | 6   | 8   | 150    |
| 7    | André Lange     | Germania  | 4   | 6   | -   | 5   | 1   | -   | 6   | 146    |
| 8    | Bruno Mingeon   | Francia   | 8   | 10  | 14  | 13  | 6   | 11  | 15  | 141    |
| 9    | Günther Huber   | Italia    | -   | -   | 8   | 7   | 2   | 10  | 3   | 134    |
| 10   | Pavel Puškár    | Rep. Ceca | 14  | 12  | 11  | 11  | 13  | 7   | 18  | 131    |

### Bob a quattro uomini
| Pos. | Nome pilota       | Nazione  | LIL | WIN | IGL | KÖN | COR | LAP | STM | Totale |
| ---- | ----------------- | -------- | --- | --- | --- | --- | --- | --- | --- | ------ |
| 1    | Marcel Rohner     | Svizzera | 6   | 2   | 1   | 1   | 4   | 5   | 2   | 224    |
| 2    | Sandis Prūsis     | Lettonia | 5   | 15  | 4   | 9   | 2   | 3   | 4   | 192    |
| 3    | Pierre Lueders    | Canada   | 3   | 3   | 9   | 10  | 10  | 10  | 3   | 181    |
| 4    | Christian Reich   | Svizzera | 12  | 8   | 8   | 4   | 13  | 6   | 1   | 175    |
| 5    | Christoph Langen  | Germania | 2   | 1   | 3   | 2   | 3   | -   | -   | 168    |
| 6    | Bruno Mingeon     | Francia  | 8   | 13  | 11  | 16  | 1   | 1   | 13  | 166    |
| 7    | Wolfgang Stampfer | Austria  | 9   | 6   | 9   | 5   | 14  | 14  | 12  | 151    |
| 8    | André Lange       | Germania | 4   | 6   | 12  | 13  | 5   | -   | 5   | 149    |
| 9    | Fabrizio Tosini   | Italia   | 11  | 11  | 18  | 12  | 9   | 13  | 7   | 136    |
| 10   | Harald Czudaj     | Germania | 1   | 4   | 7   | -   | 8   | -   | 9   | 135    |

### Combinata uomini
| Pos. | Nome pilota      | Nazione     | LIL     | WIN     | IGL     | KÖN     | COR     | LAP     | STM     | Totale |
| ---- | ---------------- | ----------- | ------- | ------- | ------- | ------- | ------- | ------- | ------- | ------ |
| 1    | Marcel Rohner    | Svizzera    | 5 / 6   | 3 / 2   | 3 / 1   | 8 / 1   | 5 / 4   | 2 / 5   | 5 / 2   | 429    |
| 2    | Christian Reich  | Svizzera    | 1 / 12  | 2 / 8   | 5 / 8   | 1 / 4   | 11 / 13 | 1 / 6   | 2 / 1   | 399    |
| 3    | Pierre Lueders   | Canada      | 3 / 3   | 3 / 3   | 1 / 9   | 9 / 10  | 4 / 10  | 8 / 10  | 7 / 3   | 380    |
| 4    | Sandis Prūsis    | Lettonia    | 12 / 5  | 9 / 15  | 7 / 4   | 16 / 9  | 10 / 2  | 6 / 3   | 8 / 4   | 342    |
| 5    | Bruno Mingeon    | Francia     | 8 / 8   | 10 / 13 | 14 / 11 | 13 / 16 | 6 / 1   | 11 / 1  | 15 / 13 | 307    |
| 6    | Christoph Langen | Germania    | 2 / 2   | DSQ / 1 | 2 / 3   | 4 / 2   | 3 / 3   | -       | -       | 298    |
| 7    | André Lange      | Germania    | 3 / 4   | 6 / 6   | - / 12  | 5 / 13  | 1 / 5   | -       | 6 / 5   | 295    |
| 8    | Fabrizio Tosini  | Italia      | 11 / 11 | 6 / 11  | 11 / 18 | 12 / 12 | 8 / 9   | 5 / 13  | 13 / 7  | 290    |
| 9    | Brian Shimer     | Stati Uniti | 6 / 15  | 8 / 5   | 6 / 2   | 6 / 8   | 9 / 7   | DNS / - | 29 / 26 | 253    |
| 10   | Todd Hays        | Stati Uniti | 15 / 14 | 11 / 17 | 13 / 16 | 14 / 7  | 17 / 16 | 16 / 8  | 11 / 10 | 249    |

### Bob donne
| Pos. | Nome pilota      | Nazione     | CAL-1 | CAL-2 | LIL-1 | LIL-2 | IGL | Totale |
| ---- | ---------------- | ----------- | ----- | ----- | ----- | ----- | --- | ------ |
| 1    | Jean Racine      | Stati Uniti | 2     | 1     | 1     | 3     | 1   | 149    |
| 2    | Jill Bakken      | Stati Uniti | 1     | 2     | 2     | 1     | 4   | 145    |
| 3    | Françoise Burdet | Svizzera    | 3     | 3     | 3     | 2     | 2   | 139    |
| 4    | Christine Fraser | Canada      | 5     | 4     | 4     | 6     | 7   | 116    |
| 5    | Michelle Coy     | Regno Unito | 6     | 6     | 5     | 7     | 11  | 100    |
| 6    | Bonny Warner     | Stati Uniti | 9     | 8     | 6     | 5     | 13  | 90     |
| 7    | Cheryl Done      | Regno Unito | 10    | 11    | 7     | 4     | 10  | 89     |
| 8    | Heike Storch     | Germania    | 4     | 5     | -     | -     | 6   | 75     |
| 9    | Christina Smith  | Canada      | 7     | 7     | -     | -     | 3   | 67     |
| 10   | Stefanie Möller  | Germania    | 8     | 10    | -     | -     | 5   | 57     |